# Sarphatipark

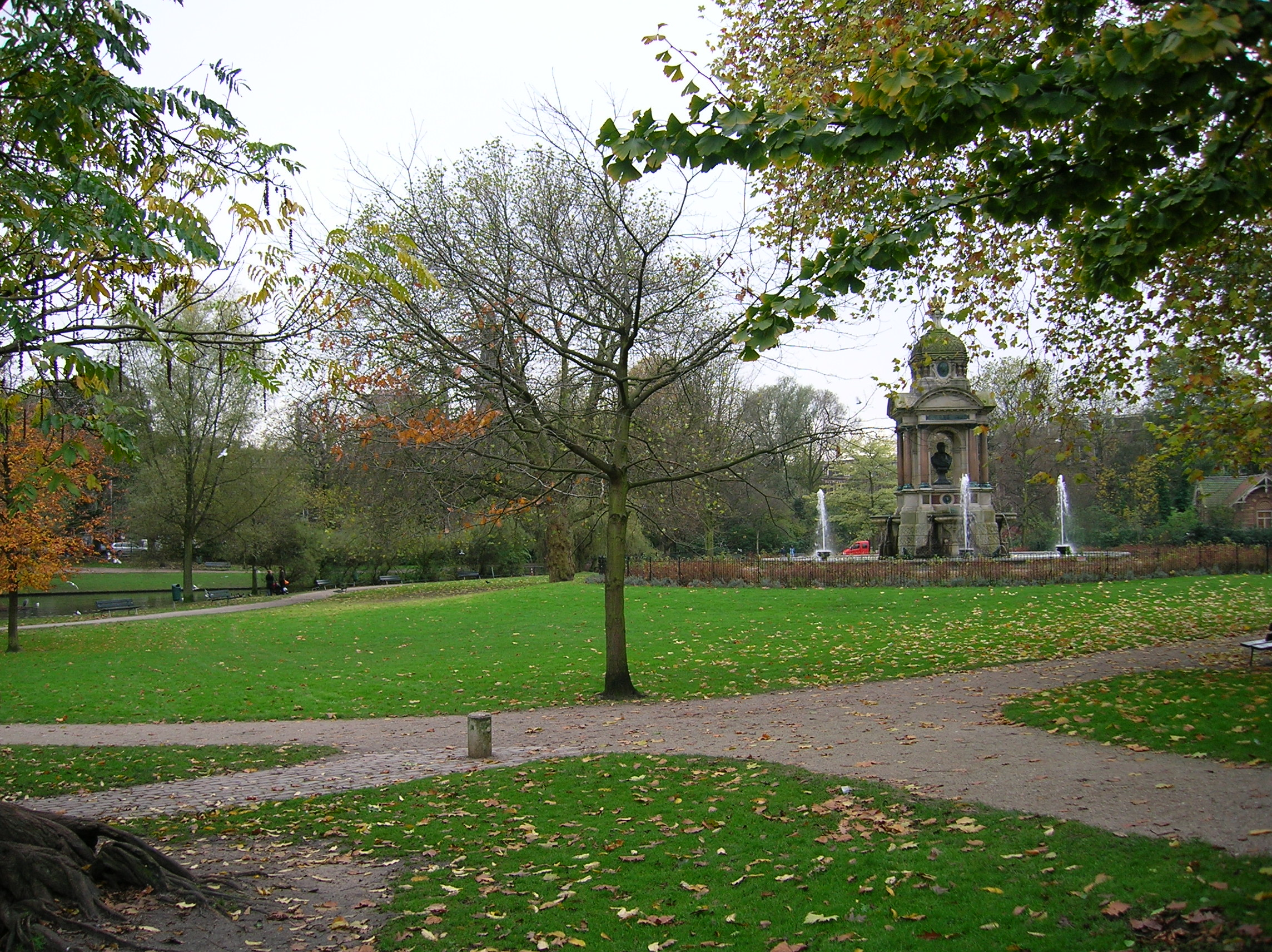
Het Sarphatipark in De Pijp, Amsterdam

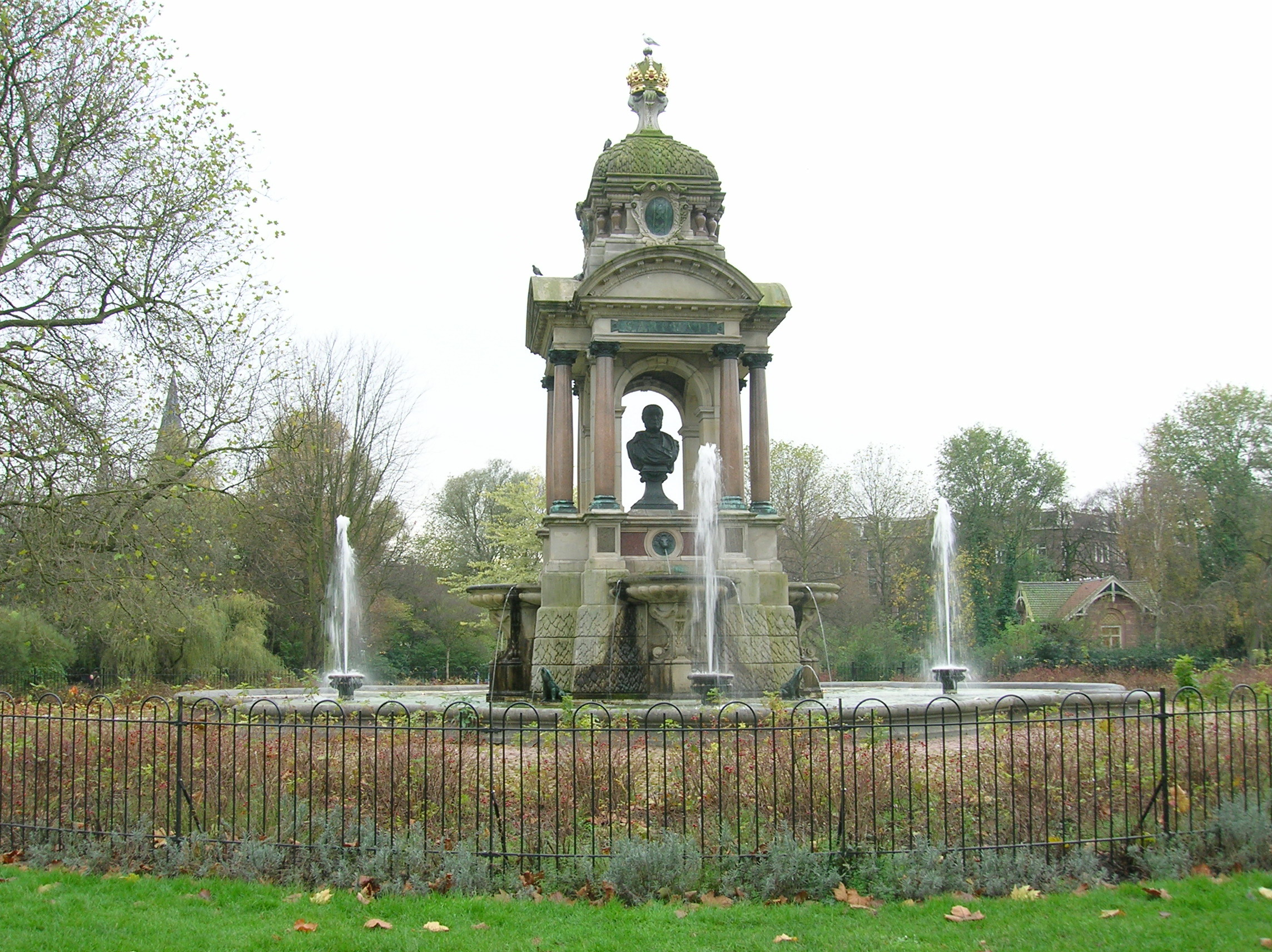
Sarphatimonument in het park

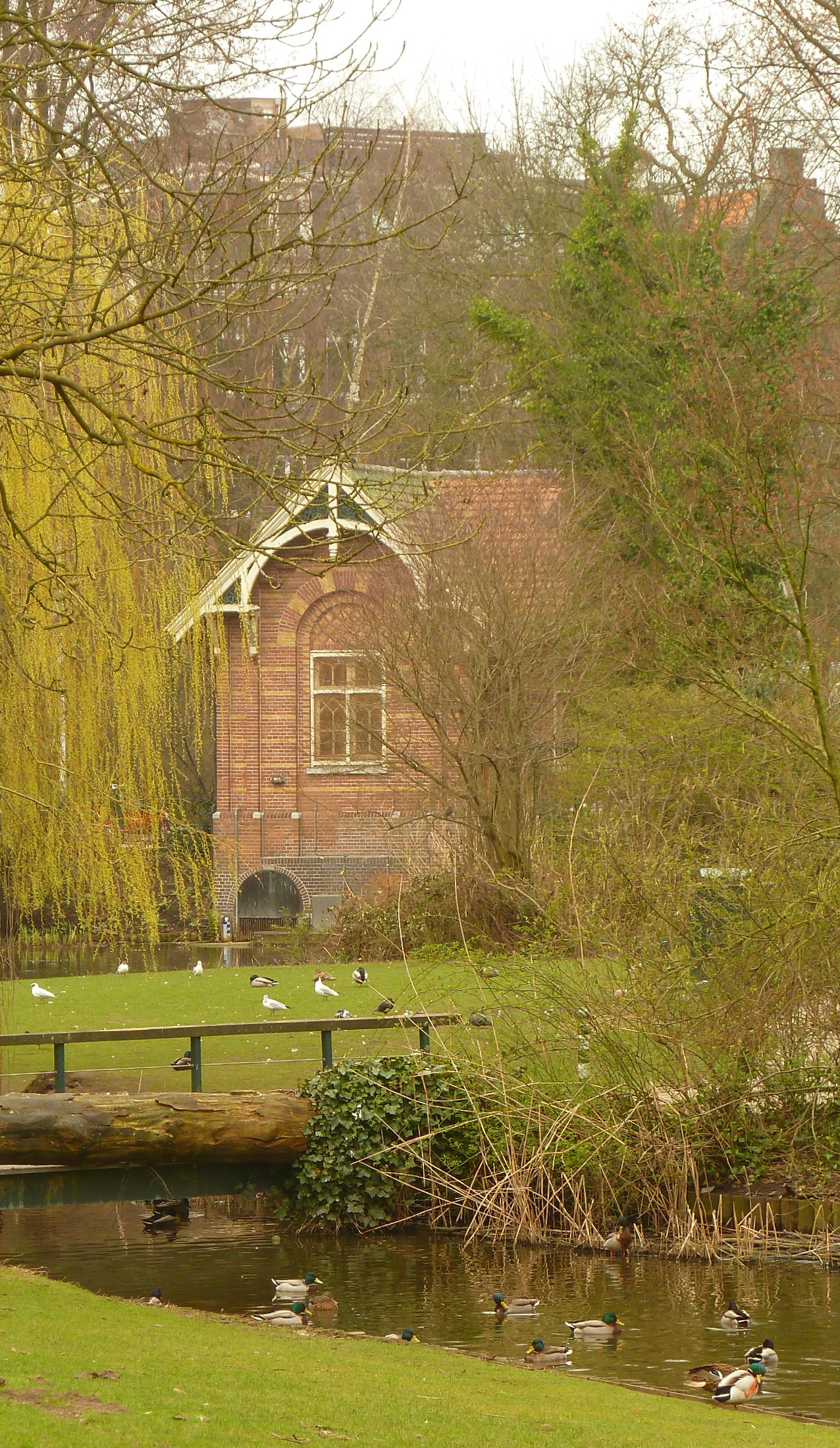
Het gemaal in het Sarphatipark

Het Sarphatipark is een rechthoekig park van 4,5 hectare midden in de Amsterdamse woonwijk De Pijp in stadsdeel Zuid. Het park is in 1888 vernoemd naar de arts, stedenbouwer en weldoener Samuel Sarphati.

## Geschiedenis
De Amsterdamse joodse arts Samuel Sarphati (1813-1866) nam het initiatief voor het aanleggen van dit park. Het ontwerp in Engelse landschapsstijl is van de stadsingenieur Van Niftrik. Pas in 1885, 19 jaar na de dood van Sarphati, werd begonnen met de aanleg van het park. Het park paste in het uitbreidingsplan van Jan Kalff; in het eerdere plan van (dezelfde) Van Niftrik was deze locatie nog bestemd voor de aanleg van een spoorwegstation (Centraal Station).
Het park werd niet opgehoogd, zoals de straten in de omgeving, waardoor het (met uitzondering van het monument) lager ligt dan de rest van De Pijp. Om het water in de vijvers te kunnen verversen werd vanuit de Singelgracht (Stadhouderskade) via een ondergrondse buis water naar het park geleid dat de vijvers via een waterval van vers water voorzag. Aan de westkant, bij de Eerste Jan van der Heijdenstraat, werd een gemaal aangelegd dat het overtollige water weer loosde.
Voor Samuel Sarphati is in 1886 een monument gebouwd, met een borstbeeld het Sarphatimonument. Het staat op een kunstmatig heuveltje en is vanuit grote delen van het park zichtbaar. Het is een rijksmonument en werd gerestaureerd in 1993.
Tijdens de Duitse bezetting in de Tweede Wereldoorlog kregen alle straten en dergelijke vernoemd naar joden of op dat moment in leven zijnde leden van de Nederlandse koninklijke familie een andere naam en het Sarphatipark werd in augustus 1942 verdoopt tot Bollandpark, naar de filosoof Gerard Bolland. Ook werd uit het monument voor Sarphati diens borstbeeld door de Duitse bezetters verwijderd. Na de bevrijding werd in 1945 de naamswijziging teruggedraaid (op 18 mei 1945) en de buste teruggeplaatst.
Rond 1990 was er grote commotie rond plannen van het toenmalige Stadsdeel De Pijp om het park drastisch te veranderen, hetgeen tot grootschalige kap van bomen en meer steen en asfalt zou leiden. Uiteindelijk zijn deze plannen in 1992 afgeblazen en is besloten de opzet van de Engelse landschapsstijl te handhaven.
In 2004 heeft het park een grote opknapbeurt gekregen, een belangrijke doelstelling was het verbeteren van de waterkwaliteit. Zo is in de noordoosthoek, naast het zogenaamde "Liefdesbruggetje", nabij de Eerste Sweelinckstraat, een helofytenfilter gecreëerd, in de vorm van een moerasachtige vijver met zand, grind en riet. Hierin komt water vanuit de Amstel, dat in deze vijver gezuiverd wordt alvorens het naar de andere vijvers doorloopt. In 2022 volgde het Paleisbeeld van Marjet Wessels Boer, geplaatst op een platform in een vijver.
Het oude gemaal staat op de gemeentelijke monumentenlijst. Het gebouw wordt sinds 2001, als "Groen Gemaal" gebruikt voor activiteiten in verband met natuur en groen, zoals een insectenhotel.
Sarphatipark is tevens de benaming van de straten die het park omklemmen. Die straataanduidingen zijn daarbij steeds onderbrekingen in andere straten. De
- noordzijde is de onderbreking tussen de Eerste Jan Steenstraat en Tweede Jan Steenstraat
- westzijde is een onderbreking tussen de Eerste van der Helststraat en de Tweede van der Helststraat
- zuidzijde in een onderbreking in de Ceintuurbaan
- oostzijde in de Eerste Sweelinckstraat en Tweede Sweelinckstraat.

De bebouwing rond het park dateert, een enkele uitzondering daargelaten, uit de jaren rond 1890 en bestaat uit etagewoningen die rijker gedecoreerd zijn dan de woningen in de rest van De Pijp. Alle woonhuizen aan de noordzijde (huisnummers 1-97) zijn gemeentelijk monument. Een bijzondere eenheid vormt ook Sarphatipark 40-42 (op de hoek met de Tweede Van der Helststraat). Het huis op de hoek (nr. 40) heeft een monumentale erker die wordt bekroond met een koepeltje. In het huis ernaast, met nummer 42, bevonden zich geruime tijd atelierwoningen, wat te zien is aan de grote vensters, gericht op het noorden en uitziend op het park. Piet Mondriaan woonde en werkte van januari 1908 tot december 1911 op de eerste verdieping (dit was zijn laatste adres in Nederland; hij vertrok vervolgens naar Parijs en later naar New York). Ook andere meer of minder bekende kunstenaars hebben hier gewoond en gewerkt.
De Sarphatistraat ligt elders, maar is ook naar Samuel Sarphati genoemd.

## Bekende aanwonenden
- nr. 10: fotograaf Frits Geveke, had hier in de periode 1903-1950 zijn atelier en woning.
- nr. 42: kunstenaar Piet Mondriaan, had hier in de periode 1908-1911 zijn atelier en woning.

## Beschrijvingen van panden
- Sarphatipark 1-3
- Sarphatipark 5-7
- Sarphatipark 9-17
- Sarphatipark 23-33
- Sarphatipark 35-37
- Sarphatipark 39-41
- Sarphatipark 43-45
- Sarphatipark 47-51
- Sarphatipark 53
- Sarphatipark 55-57
- Sarphatipark 91-97
- Sarphatipark 124